# Чернопетрис
Чернопетрис (на гръцки: Τσέρνο-Πέτρης) е гръцки революционер, участник в Гръцката война за независимост.

## Биография
Роден е под името Петър в района на град Негуш, съдейки по името му, в българоговорещо семейство. При избухването на Гръцкото въстание взима участие в Негушкото въстание. Заедно с капитан Аргир Карабатаков обикаля околните села и набира мъже. В четата им влизат хора от Копаново, Долно Копаново, Янчища, Вещица Берска и Вещица Воденска и Жервохор. През март 1822 година, в началото на въстанието, с четата си от 80 души охранява подстъпите към Негуш по долината на Караазмак. След това действа заедно с четите на Карабатакис и Карамицос от Влашка Блаца.